# Association internationale de sociologie
Pour les articles homonymes, voir AIS.
L'Association internationale de sociologie (AIS) est un regroupement international de sociologues. Cette association est sans but lucratif, son objectif est de représenter les sociologues du monde entier sans égard à leurs approches disciplinaires ou leurs idéologies. L'association vise à faciliter la recherche sociologue et à en augmenter la visibilité internationale. 
Le siège de l'AIS se trouve à l'Université Complutense de Madrid en Espagne. Le président (2018-2022) de l'AIS est le sociologue Sari Hanafi. Il succède entre autres aux derniers présidents : Immanuel Wallerstein, Piotr Sztompka, Fernando Henrique Cardoso et Michel Wieviorka,  Michael Burawoy et Margaret Abraham.

## Constitution
Les statuts de l'Association internationale de sociologie ont été adoptés durant le Congrès constituant d'Oslo en Norvège entre le 5 et le 11 septembre 1949. Dès ses débuts l'AIS a été placée sous les auspices de l'UNESCO qui lui reconnaît un statut de membre à titre d'organisation non gouvernementale (ONG). Elle est membre du Conseil international des sciences sociales et à un statut consultatif auprès du Conseil économique et social des Nations unies.

## Organisation
L'Association internationale de sociologie regroupe des comités de recherche, des groupes de travail, des groupes thématiques ainsi que des membres collectifs. Ces différents groupes et comités organisent d'une manière décentralisée leur congrès, événements, bulletin etc. 
Chaque comité de recherche tient sa spécificité de sa spécialisation dans un champ de recherche. Ces comités sont connus sous l'abréviation RC, pour research committee en anglais. Les RC actifs sont au nombre de 53. 
Chaque groupe de travail tient sa spécificité de sa tentative d'effectuer des recherches comparatives et transnationales. Les groupes de travail sont connus sous l'abréviation WG, pour working group en anglais. Les WG actifs sont au nombre de 3. 
Chaque groupe thématique tient sa spécificité de sa tentative d'effectuer des réflexions sur des thématiques générales et transversales. Les groupes thématiques sont connus sous l'abréviation TG, pour thematic group en anglais. Les TG actifs sont au nombre de 3. 
Les membres collectifs sont à la fois les près de cinquante associations nationales, la douzaine d'association régionales, les plus de 70 associations, départements de sociologie ou autres institutions qui ont fait la démarche de s'inscrire en tant que membres collectifs.

## Langues
Les langues officielles de l'AIS sont l'anglais, le français et l'espagnol. Cependant, l'anglais est utilisé de manière prédominante dans la communication avec les membres. Certaines associations régionales tiennent par ailleurs des réunions lors des congrès mondiaux des réunions en russe, en japonais, en arabe, en allemand, en chinois, en japonais et en une dizaine d'autres langues. 

## Congrès mondial
Depuis 1962, l'AIS organise tous les quatre ans un congrès mondial. Les cinq premiers congrès (1950-1962) se sont donnés tous les trois ans. Les comités de travail, les associations régionales tiennent leurs congrès annuels qui coïncident parfois avec le congrès mondial.

### Liste des congrès mondiaux
- Ier – Zurich  Suisse – 1950
- IIe – Liège  Belgique – 1953
- IIIe – Amsterdam  Pays-Bas – 1956
- IVe – Milan  Italie – 1959
- Ve – Washington, DC  États-Unis – 1962
- VIe – Évian  France – 1966
- VIIe – Varna  Bulgarie – 1970
- VIIIe – Toronto  Canada – 1974
- IXe – Uppsala  Suède – 1978
- Xe – Mexico  Mexique – 1982
- XIe – New Delhi  Inde – 1986
- XIIe – Madrid  Espagne – 1990
- XIIIe – Bielefeld  Allemagne – 1994
- XIVe – Montréal  Canada – 1998
- XVe – Brisbane  Australie – 2002
- XVIe – Durban  Afrique du Sud – 2006
- XVIIe – Göteborg  Suède – 2010
- XVIIIe – Yokohama  Japon – 2014
- XIXe – Toronto  Canada – 2018
- XXe – Melbourne  Australie – 2023

## Présidents
- 1949-1952, Louis Wirth,  États-Unis
- 1953-1956, Robert C. Angell,  États-Unis
- 1956-1959, Georges Friedmann,  France
- 1959-1962, Thomas Humphrey Marshall,  États-Unis
- 1962-1966, René König,  Allemagne
- 1966-1970, Jan Szczepanski,  Pologne, (Jan Szczepański)
- 1970-1974, Reuben Hill,  États-Unis
- 1974-1978, Tom Bottomore,  Royaume-Uni
- 1978-1982, Ulf Himmelstrand,  Suède
- 1982-1986, Fernando Henrique Cardoso,  Brésil
- 1986-1990, Margaret Archer,  Royaume-Uni
- 1990-1994, Tharaileth Koshy Oommen,  Inde
- 1994-1998, Immanuel Wallerstein,  États-Unis
- 1998-2002, Alberto Martinelli,  Italie
- 2002-2006, Piotr Sztompka,  Pologne
- 2006-2010, Michel Wieviorka,  France
- 2010-2014, Michael Burawoy,  États-Unis
- 2014-2018, Margaret Abraham,  États-Unis
- 2018-2023, Sari Hanafi,  Liban
- 2023-2027, Geoffrey Pleyers,  Belgique

## Revues
L'Association internationale de sociologie publie trois revues de sociologie. International Sociology (fondée en 1986), International Sociology - Review of Books et Current Sociology (fondée en 1981)